# Tihu
Tihu è una suddivisione dell'India, classificata come town committee, di 4.301 abitanti, situata nel distretto di Nalbari, nello stato federato dell'Assam. In base al numero di abitanti la città rientra nella classe VI (meno di 5.000 persone).

## Geografia fisica
La città è situata a 27° 45' 21 N e 96° 37' 17 E.

## Società

### Evoluzione demografica
Al censimento del 2001 la popolazione di Tihu assommava a 4.301 persone, delle quali 2.269 maschi e 2.032 femmine. I bambini di età inferiore o uguale ai sei anni assommavano a 425, dei quali 221 maschi e 204 femmine. Infine, coloro che erano in grado di saper almeno leggere e scrivere erano 3.384, dei quali 1.864 maschi e 1.520 femmine.